# 李元婴
李元婴（628年或之後？—684年），陇西成纪（今中國甘肃秦安西北）人，唐高祖李渊第二十二子，生母柳宝林。
据史书记载，李元婴从小就受到了宫廷艺术熏陶，在音乐、舞蹈、绘画上有一定的造就。其艺术的修养为日后建滕王阁打下了基础。

## 生平
贞观十三年（639年），李元婴受封于滕地（今山東滕州），为滕王，封千户。在滕城宏建衙宇行宫，并以其封号命名为滕王阁，并在子城两侧挖两湖，湖中种藕，岸边植柳，使滕城成为莲花城。贞观十五年（641年），迁为金州刺史，降为八百户。永徽三年（652年），李元婴迁苏州刺史。永徽四年（653年），李元婴任洪州都督（今江西南昌），重建滕王阁。龙朔二年（公元662年），迁隆州（今四川阆中）刺史，又建滕王阁。
生平“骄纵失度”，“在太宗丧，集官属燕饮歌舞，狎昵厮养；巡省部内，从民借狗求罝，所过为害；以丸弹人，观其走避则乐；城门夜开，不复有节。”以致其侄高宗以书切责曰：“朕以王叔至亲，不忍致於法，今署下上考，冀愧王心。”

## 家庭

### 母
- 柳宝林，唐朝宝林为八十一御妻（宝林、御女、采女），宝林二十七人，正六品

### 子
- 薛国公李循琦
- 长安公李循珌
- 嗣滕王李循瑀
- 下邳公李循瑶
- 兰陵公李循璩
- 临海公李循珍
- 临淮公李循琬，字崇文
- 李循顼，字崇章
- 李循玘
- 李循琨，字崇义
- 李循珽，字崇礼
- 李循瑑，字崇智
- 李循琮，字崇信
- 李循珵
- 李循理，字崇厚
- 李循琈
- 李循琚，字崇庆
- 李循琂，字崇寿
  - 李涉，嗣滕王
    - 李湛然，嗣滕王
    - 李卓然，水部郎中、兼侍御史
      - 李亰
      - 李宰
      - 李衮

### 女
- 第三女金乡县主李氏，蜀州司法参军于隐妻，永徽三年（652年）—开元十年八月二十六日（722年10月11日）